# Uruguay en la Copa América Femenina 2022
La Copa América Femenina 2022 llevó a cabo del 8 al 30 de julio Uruguay fue uno de los 10 participantes.

## Plantel
El 26 de junio, la AUF anunció a las 23 convocadas.Sin embargo, el 6 de julio, Antonella Ferradans se retiró de la plantilla debido a una lesión siendo sustituida por Pilar González.

DT:  Ariel Longo
| No. | Pos. | Jugadora              | Fecha de nacimiento (edad)        | Apa. | Goles | Club             |
| --- | ---- | --------------------- | --------------------------------- | ---- | ----- | ---------------- |
| 1   | POR  | Josefina Villanueva   | 3 de julio de 2000 (22 años)      |      |       | Nacional         |
| 2   | DEF  | Stephanie Lacoste     | 9 de septiembre de 1996 (25 años) |      |       | Real Oviedo      |
| 3   | DEF  | Daiana Farías         | 26 de enero de 1999 (23 años)     |      |       | Racing Power     |
| 4   | DEF  | Laura Felipe          | 3 de marzo de 1998 (24 años)      |      |       | River Plate      |
| 5   | MED  | Karol Bermúdez        | 18 de abril de 2001 (21 años)     |      |       | Atlético Mineiro |
| 6   | DEL  | Sindy Ramírez         | 28 de enero de 1991 (31 años)     |      |       | San Lorenzo      |
| 7   | DEF  | Stephanie Tregartten  | 13 de octubre de 1997 (24 años)   |      |       | Ceibal           |
| 8   | MED  | Ximena Velazco        | 31 de julio de 1995 (26 años)     |      |       | Peñarol          |
| 9   | MED  | Pamela González       | 28 de agosto de 1995 (26 años)    |      |       | Granada          |
| 10  | DEL  | Carolina Birizamberri | 9 de julio de 1995 (26 años)      |      |       | River Plate      |
| 11  | DEL  | Esperanza Pizarro     | 15 de abril de 2001 (21 años)     |      |       | Santa Teresa     |
| 12  | POR  | Vanina Sburlati       | 3 de agosto de 2003 (18 años)     |      |       | Peñarol          |
| 13  | POR  | Sofía Olivera         | 14 de agosto de 1991 (30 años)    |      |       | UAI Urquiza      |
| 14  | DEF  | Pilar González        | 29 de junio de 2002 (20 años)     |      |       | Peñarol          |
| 15  | MED  | Rocío Martínez        | 4 de septiembre de 2001 (20 años) |      |       | Nacional         |
| 16  | DEF  | Lorena González       | 24 de abril de 1989 (33 años)     |      |       | Grêmio           |
| 17  | MED  | Cecilia Gómez         | 7 de septiembre de 2001 (20 años) |      |       | Nacional         |
| 18  | MED  | Mariana Pion          | 19 de diciembre de 1992 (29 años) |      |       | Libertad         |
| 19  | DEL  | Wendy Carballo        | 28 de julio de 2002 (19 años)     |      |       | Peñarol          |
| 20  | MED  | Luciana Gómez         | 28 de julio de 2000 (21 años)     |      |       | Atlético Mineiro |
| 21  | DEL  | Belén Aquino          | 1 de febrero de 2002 (20 años)    |      |       | Peñarol          |
| 22  | DEF  | Sofía Ramondegui      | 26 de marzo de 2001 (21 años)     |      |       | Peñarol          |
| 23  | MED  | Zulma Daer            | 8 de noviembre de 1995 (26 años)  |      |       | Cerro Largo      |

## Participación

### Partidos
| Fecha       | Lugar   | Instancia      | Local     |                      | Resultado |                      | Visitante |
| ----------- | ------- | -------------- | --------- | -------------------- | --------- | -------------------- | --------- |
| 9 de julio  | Armenia | Fase de grupos | Uruguay   | Bandera de Uruguay   | 0:1 (0:0) | Bandera de Venezuela | Venezuela |
| 12 de julio | Armenia | Fase de grupos | Uruguay   | Bandera de Uruguay   | 0:3 (0:2) | Bandera de Brasil    | Brasil    |
| 15 de julio | Armenia | Fase de grupos | Argentina | Bandera de Argentina | 5:0 (1:0) | Bandera de Uruguay   | Uruguay   |
| 18 de julio | Armenia | Fase de grupos | Perú      | Bandera de Perú      | 0:6 (0:0) | Bandera de Uruguay   | Uruguay   |

### Fase de grupos - Grupo B
| Equipo    | Pts | PJ | PG | PE | PP | GF | GC | Dif |
| --------- | --- | -- | -- | -- | -- | -- | -- | --- |
| Brasil    | 12  | 4  | 4  | 0  | 0  | 17 | 0  | 17  |
| Argentina | 9   | 4  | 3  | 0  | 1  | 10 | 4  | 6   |
| Venezuela | 6   | 4  | 2  | 0  | 2  | 3  | 5  | -2  |
| Uruguay   | 3   | 4  | 1  | 0  | 3  | 6  | 9  | -3  |
| Perú      | 0   | 4  | 0  | 0  | 4  | 0  | 18 | -18 |

     — Clasificado para las semifinales.

     — Clasificado para la definición por el quinto puesto.

#### Uruguay vs. Venezuela
| 9 de julio de 2022, 16:00 | Uruguay | 0:1 (0:1)                     | Venezuela       | Estadio Centenario, Armenia                                 |                                                             |
|                           |         | CONMEBOL Reporte FIFA Reporte | Castellanos 78' | Asistencia: 3 000 espectadores Árbitra: María Victoria Daza | Asistencia: 3 000 espectadores Árbitra: María Victoria Daza |

| 13         | Guardameta     | Sofía Olivera         |       |
| 7          | Defensa        | Stephanie Tregartten  |       |
| 22         | Defensa        | Sofía Ramondegui      |       |
| 2          | Defensa        | Stephanie Lacoste     |       |
| 4          | Defensa        | Laura Felipe          |       |
| 8          | Centrocampista | Ximena Velazco        | 67'   |
| 9          | Centrocampista | Pamela González       |       |
| 10         | Centrocampista | Carolina Birizamberri | 90+2' |
| 17         | Centrocampista | Cecilia Gómez         | 56'   |
| 19         | Centrocampista | Wendy Carballo        |       |
| 20         | Delantero      | Luciana Gómez         | 56'   |
| Entrenador | Entrenador     | Ariel Longo           |       |

| 13          | Guardameta     | Nayluisa Cáceres   |     |
| 3           | Defensa        | Nairelis Gutiérrez |     |
| 5           | Defensa        | Yenifer Giménez    |     |
| 2           | Defensa        | Verónica Herrera   |     |
| 6           | Defensa        | Michelle Romero    |     |
| 20          | Centrocampista | Dayana Rodríguez   | 76' |
| 16          | Centrocampista | Gabriela García    | 61' |
| 7           | Centrocampista | Paola Villamizar   | 46' |
| 9           | Centrocampista | Deyna Castellanos  |     |
| 18          | Centrocampista | Ysaura Viso        | 72' |
| 11          | Delantero      | Sonia O'Neill      |     |
| Entrenadora | Entrenadora    | Pamela Conti       |     |

| 14 | Defensa        | Pilar González | 56'   |
| 5  | Centrocampista | Karol Bermúdez | 56'   |
| 21 | Delantero      | Belén Aquino   | 67'   |
| 6  | Delantero      | Sindy Ramírez  | 90+2' |

| 19 | Delantero      | Mariana Speckmaier  | 46' |
| 10 | Centrocampista | Kika Moreno         | 61' |
| 23 | Defensa        | Gabriela Angulo     | 72' |
| 17 | Centrocampista | Maikerlin Astudillo | 76' |

| Anotado | 78' | Deyna Castellanos | 0:1 |

| Amonestado | 39' | Sofía Ramondegui |
| Amonestado | 61' | Gabriela García  |

| Amonestado | 45' | Paola Villamizar |
| Amonestado | 59' | Gabriela García  |
| Amonestado | 87' | Yenifer Giménez  |

| Árbitra             | María Victoria Daza |
| Árbitras asistentes | Eliana Ortiz        |
| Árbitras asistentes | Nataly Arteaga      |
| Cuarta árbitra      | Susana Corella      |

| 13         | Guardameta     | Sofía Olivera         |       |
| 7          | Defensa        | Stephanie Tregartten  |       |
| 22         | Defensa        | Sofía Ramondegui      |       |
| 2          | Defensa        | Stephanie Lacoste     |       |
| 4          | Defensa        | Laura Felipe          |       |
| 8          | Centrocampista | Ximena Velazco        | 67'   |
| 9          | Centrocampista | Pamela González       |       |
| 10         | Centrocampista | Carolina Birizamberri | 90+2' |
| 17         | Centrocampista | Cecilia Gómez         | 56'   |
| 19         | Centrocampista | Wendy Carballo        |       |
| 20         | Delantero      | Luciana Gómez         | 56'   |
| Entrenador | Entrenador     | Ariel Longo           |       |

| 13          | Guardameta     | Nayluisa Cáceres   |     |
| 3           | Defensa        | Nairelis Gutiérrez |     |
| 5           | Defensa        | Yenifer Giménez    |     |
| 2           | Defensa        | Verónica Herrera   |     |
| 6           | Defensa        | Michelle Romero    |     |
| 20          | Centrocampista | Dayana Rodríguez   | 76' |
| 16          | Centrocampista | Gabriela García    | 61' |
| 7           | Centrocampista | Paola Villamizar   | 46' |
| 9           | Centrocampista | Deyna Castellanos  |     |
| 18          | Centrocampista | Ysaura Viso        | 72' |
| 11          | Delantero      | Sonia O'Neill      |     |
| Entrenadora | Entrenadora    | Pamela Conti       |     |

| 14 | Defensa        | Pilar González | 56'   |
| 5  | Centrocampista | Karol Bermúdez | 56'   |
| 21 | Delantero      | Belén Aquino   | 67'   |
| 6  | Delantero      | Sindy Ramírez  | 90+2' |

| 19 | Delantero      | Mariana Speckmaier  | 46' |
| 10 | Centrocampista | Kika Moreno         | 61' |
| 23 | Defensa        | Gabriela Angulo     | 72' |
| 17 | Centrocampista | Maikerlin Astudillo | 76' |

| Anotado | 78' | Deyna Castellanos | 0:1 |

| Amonestado | 39' | Sofía Ramondegui |
| Amonestado | 61' | Gabriela García  |

| Amonestado | 45' | Paola Villamizar |
| Amonestado | 59' | Gabriela García  |
| Amonestado | 87' | Yenifer Giménez  |

| Árbitra             | María Victoria Daza |
| Árbitras asistentes | Eliana Ortiz        |
| Árbitras asistentes | Nataly Arteaga      |
| Cuarta árbitra      | Susana Corella      |

| Estadísticas      | Bandera de Uruguay | Bandera de Venezuela |
| Tiros             | 7                  | 12                   |
| Tiros a puerta    | 1                  | 4                    |
| Faltas            | 13                 | 13                   |
| Saques de esquina | 0                  | 5                    |
| Penaltis          | 0                  | 0                    |
| Fueras de juego   | 1                  | 4                    |
| Posesión de balón | 36%                | 64%                  |

#### Uruguay vs. Brasil
| 12 de julio de 2022, 16:00 | Uruguay | 0:3 (0:2)                     | Brasil                           | Estadio Centenario, Armenia                            |                                                        |
|                            |         | CONMEBOL Reporte FIFA Reporte | Adriana 32', 48' · Debinha 45+2' | Asistencia: 1 000 espectadores Árbitra: Zulma Quiñónez | Asistencia: 1 000 espectadores Árbitra: Zulma Quiñónez |

| 13         | Guardameta     | Sofía Olivera         |     |
| 20         | Defensa        | Luciana Gómez         |     |
| 7          | Defensa        | Stephanie Tregartten  | 9'  |
| 3          | Defensa        | Daiana Farías         |     |
| 16         | Defensa        | Lorena González       |     |
| 15         | Defensa        | Rocío Martínez        | 53' |
| 11         | Centrocampista | Esperanza Pizarro     | 53' |
| 5          | Centrocampista | Karol Bermúdez        | 39' |
| 8          | Centrocampista | Ximena Velazco        |     |
| 18         | Centrocampista | Mariana Pion          | 46' |
| 10         | Delantero      | Carolina Birizamberri |     |
| Entrenador | Entrenador     | Ariel Longo           |     |

| 1           | Guardameta     | Lorena        |     |
| 13          | Defensa        | Antônia       |     |
| 15          | Defensa        | Tainara       | 46' |
| 4           | Defensa        | Rafaelle      |     |
| 6           | Defensa        | Tamires       |     |
| 21          | Centrocampista | Kerolin       | 46' |
| 17          | Centrocampista | Ary Borges    | 46' |
| 8           | Centrocampista | Angelina      | 79' |
| 11          | Centrocampista | Adriana       |     |
| 16          | Delantero      | Bia Zaneratto |     |
| 9           | Delantero      | Debinha       | 58' |
| Entrenadora | Entrenadora    | Pia Sundhage  |     |

| 22 | Defensa        | Sofía Ramondegui | 9'  |
| 9  | Centrocampista | Pamela González  | 39' |
| 14 | Defensa        | Pilar Gonzalez   | 46' |
| 21 | Delantero      | Belén Aquino     | 53' |
| 4  | Defensa        | Laura Felipe     | 53' |

| 5  | Centrocampista | Duda Santos  | 46' |
| 3  | Defensa        | Kathellen    | 46' |
| 10 | Centrocampista | Duda         | 46' |
| 19 | Delantero      | Gio Queiroz  | 58' |
| 14 | Centrocampista | Duda Sampaio | 79' |

| Anotado | 32'   | Adriana | 0:1 |
| Anotado | 45+2' | Debinha | 0:2 |
| Anotado | 48'   | Adriana | 0:3 |

| Amonestado | 56' | Belén Aquino   |
| Amonestado | 65' | Ximena Velazco |

| Amonestado | 37' | Antônia  |
| Amonestado | 56' | Kerolin  |
| Amonestado | 81' | Rafaelle |

| Otorgado · Expulsado | 78' | Ximena Velazco |

| Árbitra             | Zulma Quiñónez       |
| Árbitras asistentes | Laura Miranda        |
| Árbitras asistentes | Nadia Weiler         |
| Cuarta árbitra      | María Belén Carvajal |

| 13         | Guardameta     | Sofía Olivera         |     |
| 20         | Defensa        | Luciana Gómez         |     |
| 7          | Defensa        | Stephanie Tregartten  | 9'  |
| 3          | Defensa        | Daiana Farías         |     |
| 16         | Defensa        | Lorena González       |     |
| 15         | Defensa        | Rocío Martínez        | 53' |
| 11         | Centrocampista | Esperanza Pizarro     | 53' |
| 5          | Centrocampista | Karol Bermúdez        | 39' |
| 8          | Centrocampista | Ximena Velazco        |     |
| 18         | Centrocampista | Mariana Pion          | 46' |
| 10         | Delantero      | Carolina Birizamberri |     |
| Entrenador | Entrenador     | Ariel Longo           |     |

| 1           | Guardameta     | Lorena        |     |
| 13          | Defensa        | Antônia       |     |
| 15          | Defensa        | Tainara       | 46' |
| 4           | Defensa        | Rafaelle      |     |
| 6           | Defensa        | Tamires       |     |
| 21          | Centrocampista | Kerolin       | 46' |
| 17          | Centrocampista | Ary Borges    | 46' |
| 8           | Centrocampista | Angelina      | 79' |
| 11          | Centrocampista | Adriana       |     |
| 16          | Delantero      | Bia Zaneratto |     |
| 9           | Delantero      | Debinha       | 58' |
| Entrenadora | Entrenadora    | Pia Sundhage  |     |

| 22 | Defensa        | Sofía Ramondegui | 9'  |
| 9  | Centrocampista | Pamela González  | 39' |
| 14 | Defensa        | Pilar Gonzalez   | 46' |
| 21 | Delantero      | Belén Aquino     | 53' |
| 4  | Defensa        | Laura Felipe     | 53' |

| 5  | Centrocampista | Duda Santos  | 46' |
| 3  | Defensa        | Kathellen    | 46' |
| 10 | Centrocampista | Duda         | 46' |
| 19 | Delantero      | Gio Queiroz  | 58' |
| 14 | Centrocampista | Duda Sampaio | 79' |

| Anotado | 32'   | Adriana | 0:1 |
| Anotado | 45+2' | Debinha | 0:2 |
| Anotado | 48'   | Adriana | 0:3 |

| Amonestado | 56' | Belén Aquino   |
| Amonestado | 65' | Ximena Velazco |

| Amonestado | 37' | Antônia  |
| Amonestado | 56' | Kerolin  |
| Amonestado | 81' | Rafaelle |

| Otorgado · Expulsado | 78' | Ximena Velazco |

| Árbitra             | Zulma Quiñónez       |
| Árbitras asistentes | Laura Miranda        |
| Árbitras asistentes | Nadia Weiler         |
| Cuarta árbitra      | María Belén Carvajal |

| Estadísticas      | Bandera de Uruguay | Bandera de Brasil |
| Tiros             | 7                  | 24                |
| Tiros a puerta    | 2                  | 9                 |
| Faltas            | 11                 | 17                |
| Saques de esquina | 2                  | 8                 |
| Penaltis          | 0                  | 0                 |
| Fueras de juego   | 0                  | 1                 |
| Posesión de balón | 33%                | 67%               |

#### Argentina vs. Uruguay
| 15 de julio de 2022, 16:00 | Argentina                                            | 5:0 (1:0)                     | Uruguay | Estadio Centenario, Armenia                                 |                                                             |
|                            | Banini 43' · Rodríguez 51', 64', 69' · Stábile 90+5' | CONMEBOL Reporte FIFA Reporte |         | Asistencia: 1 000 espectadores Árbitra: María Victoria Daza | Asistencia: 1 000 espectadores Árbitra: María Victoria Daza |

| 1          | Guardameta     | Vanina Correa        |     |
| 3          | Defensa        | Eliana Stábile       |     |
| 6          | Defensa        | Aldana Cometti       | 77' |
| 2          | Defensa        | Agustina Barroso     |     |
| 16         | Defensa        | Marina Delgado       |     |
| 15         | Centrocampista | Florencia Bonsegundo | 62' |
| 8          | Centrocampista | Daiana Falfán        | 77' |
| 7          | Centrocampista | Romina Núñez         | 73' |
| 22         | Delantero      | Estefanía Banini     |     |
| 19         | Delantero      | Mariana Larroquette  |     |
| 11         | Delantero      | Yamila Rodríguez     | 73' |
| Entrenador | Entrenador     | Germán Portanova     |     |

| 13         | Guardameta     | Sofía Olivera         |     |
| 15         | Defensa        | Rocío Martínez        |     |
| 2          | Defensa        | Stephanie Lacoste     |     |
| 3          | Defensa        | Daiana Farías         |     |
| 4          | Defensa        | Laura Felipe          | 66' |
| 9          | Centrocampista | Pamela González       |     |
| 20         | Centrocampista | Luciana Gómez         | 65' |
| 10         | Centrocampista | Carolina Birizamberri | 46' |
| 17         | Centrocampista | Cecilia Gómez         | 46' |
| 6          | Centrocampista | Sindy Ramírez         | 46' |
| 11         | Delantero      | Esperanza Pizarro     |     |
| Entrenador | Entrenador     | Ariel Longo           |     |

| 13 | Centrocampista | Sophia Braun    | 62' |
| 20 | Centrocampista | Ruth Bravo      | 73' |
| 10 | Centrocampista | Dalila Ippolito | 73' |
| 14 | Centrocampista | Miriam Mayorga  | 77' |
| 17 | Centrocampista | Maricel Pereyra | 77' |

| 21 | Delantero      | Belén Aquino   | 46' |
| 19 | Delantero      | Wendy Carballo | 46' |
| 14 | Defensa        | Pilar Gonzáles | 46' |
| 5  | Centrocampista | Karol Bermúdez | 65' |
| 18 | Centrocampista | Mariana Pion   | 66' |

| Anotado | 43'   | Estefanía Banini | 1:0 |
| Anotado | 51'   | Yamila Rodríguez | 2:0 |
| Anotado | 64'   | Yamila Rodríguez | 3:0 |
| Anotado | 69'   | Yamila Rodríguez | 4:0 |
| Anotado | 90+5' | Eliana Stábile   | 5:0 |

| Amonestado | 33' | Yamila Rodríguez |
| Amonestado | 78' | Eliana Stabile   |
| Amonestado | 82' | Marina Delgado   |
| Amonestado | 90' | Agustina Barroso |

| Amonestado | 15' | Cecilia Gómez  |
| Amonestado | 31' | Luciana Gómez  |
| Amonestado | 55' | Pilar Gonzalez |
| Amonestado | 67' | Mariana Pion   |
| Amonestado | 85' | Daiana Farías  |

| Árbitra             | María Victoria Daza |
| Árbitras asistentes | Eliana Ortiz        |
| Árbitras asistentes | Nataly Arteaga      |
| Cuarta árbitra      | Susana Corella      |

| 1          | Guardameta     | Vanina Correa        |     |
| 3          | Defensa        | Eliana Stábile       |     |
| 6          | Defensa        | Aldana Cometti       | 77' |
| 2          | Defensa        | Agustina Barroso     |     |
| 16         | Defensa        | Marina Delgado       |     |
| 15         | Centrocampista | Florencia Bonsegundo | 62' |
| 8          | Centrocampista | Daiana Falfán        | 77' |
| 7          | Centrocampista | Romina Núñez         | 73' |
| 22         | Delantero      | Estefanía Banini     |     |
| 19         | Delantero      | Mariana Larroquette  |     |
| 11         | Delantero      | Yamila Rodríguez     | 73' |
| Entrenador | Entrenador     | Germán Portanova     |     |

| 13         | Guardameta     | Sofía Olivera         |     |
| 15         | Defensa        | Rocío Martínez        |     |
| 2          | Defensa        | Stephanie Lacoste     |     |
| 3          | Defensa        | Daiana Farías         |     |
| 4          | Defensa        | Laura Felipe          | 66' |
| 9          | Centrocampista | Pamela González       |     |
| 20         | Centrocampista | Luciana Gómez         | 65' |
| 10         | Centrocampista | Carolina Birizamberri | 46' |
| 17         | Centrocampista | Cecilia Gómez         | 46' |
| 6          | Centrocampista | Sindy Ramírez         | 46' |
| 11         | Delantero      | Esperanza Pizarro     |     |
| Entrenador | Entrenador     | Ariel Longo           |     |

| 13 | Centrocampista | Sophia Braun    | 62' |
| 20 | Centrocampista | Ruth Bravo      | 73' |
| 10 | Centrocampista | Dalila Ippolito | 73' |
| 14 | Centrocampista | Miriam Mayorga  | 77' |
| 17 | Centrocampista | Maricel Pereyra | 77' |

| 21 | Delantero      | Belén Aquino   | 46' |
| 19 | Delantero      | Wendy Carballo | 46' |
| 14 | Defensa        | Pilar Gonzáles | 46' |
| 5  | Centrocampista | Karol Bermúdez | 65' |
| 18 | Centrocampista | Mariana Pion   | 66' |

| Anotado | 43'   | Estefanía Banini | 1:0 |
| Anotado | 51'   | Yamila Rodríguez | 2:0 |
| Anotado | 64'   | Yamila Rodríguez | 3:0 |
| Anotado | 69'   | Yamila Rodríguez | 4:0 |
| Anotado | 90+5' | Eliana Stábile   | 5:0 |

| Amonestado | 33' | Yamila Rodríguez |
| Amonestado | 78' | Eliana Stabile   |
| Amonestado | 82' | Marina Delgado   |
| Amonestado | 90' | Agustina Barroso |

| Amonestado | 15' | Cecilia Gómez  |
| Amonestado | 31' | Luciana Gómez  |
| Amonestado | 55' | Pilar Gonzalez |
| Amonestado | 67' | Mariana Pion   |
| Amonestado | 85' | Daiana Farías  |

| Árbitra             | María Victoria Daza |
| Árbitras asistentes | Eliana Ortiz        |
| Árbitras asistentes | Nataly Arteaga      |
| Cuarta árbitra      | Susana Corella      |

| Estadísticas      | Bandera de Argentina | Bandera de Uruguay |
| Tiros             | 15                   | 7                  |
| Tiros a puerta    | 7                    | 2                  |
| Faltas            | 21                   | 16                 |
| Saques de esquina | 2                    | 2                  |
| Penaltis          | 0                    | 0                  |
| Fueras de juego   | 2                    | 1                  |
| Posesión de balón | 55%                  | 45%                |

#### Uruguay vs. Perú
| 18 de julio de 2022, 19:00 | Perú | 0:6 (0:0)                     | Uruguay                                                             | Estadio Centenario, Armenia                            |                                                        |
|                            |      | CONMEBOL Reporte FIFA Reporte | Pa. González 51', 76' · Aquino 58' · Pizarro 61', 89' · Velazco 66' | Asistencia: 3 500 espectadores Árbitra: Adriana Farfán | Asistencia: 3 500 espectadores Árbitra: Adriana Farfán |

| 12         | Guardameta     | Maryory Sánchez  |     |
| 14         | Defensa        | Scarleth Flores  |     |
| 4          | Defensa        | Braelynn Llamoca |     |
| 3          | Defensa        | Grace Cagnina    |     |
| 16         | Defensa        | Liliana Neyra    | 35' |
| 10         | Centrocampista | Sandra Arévalo   | 46' |
| 6          | Centrocampista | Claudia Cagnina  |     |
| 11         | Centrocampista | Xioczana Canales | 60' |
| 8          | Centrocampista | Ariana Muñoz     | 46' |
| 19         | Centrocampista | Nahomi Martínez  |     |
| 18         | Delantero      | Pierina Núñez    |     |
| Entrenador | Entrenador     | Conrad Flores    |     |

| 1          | Guardameta     | Josefina Villanueva | 85' |
| 14         | Defensa        | Pilar González      |     |
| 16         | Defensa        | Lorena González     |     |
| 22         | Defensa        | Sofía Ramondegui    | 85' |
| 2          | Defensa        | Stephanie Lacoste   | 77' |
| 8          | Centrocampista | Ximena Velazco      |     |
| 11         | Centrocampista | Esperanza Pizarro   |     |
| 5          | Centrocampista | Karol Bermúdez      | 77' |
| 9          | Centrocampista | Pamela González     |     |
| 21         | Centrocampista | Belén Aquino        | 77' |
| 19         | Delantero      | Wendy Carballo      |     |
| Entrenador | Entrenador     | Ariel Longo         |     |

| 13 | Defensa        | Yoselin Miranda   | 35' |
| 15 | Centrocampista | Emily Flores      | 46' |
| 22 | Centrocampista | Cindy Novoa       | 46' |
| 9  | Delantero      | Alexandra Kimball | 60' |

| 10 | Delantero      | Carolina Birizamberri | 77' |
| 23 | Centrocampista | Zulma Daer            | 77' |
| 15 | Centrocampista | Rocío Martínez        | 77' |
| 3  | Defensa        | Daiana Farías         | 85' |
| 12 | Guardameta     | Vanina Sburlati       | 85' |

| Anotado | 51' | Pamela González   | 0:1 |
| Anotado | 58' | Belén Aquino      | 0:2 |
| Anotado | 61' | Esperanza Pizarro | 0:3 |
| Anotado | 66' | Ximena Velazco    | 0:4 |
| Anotado | 76' | Pamela González   | 0:5 |
| Anotado | 89' | Esperanza Pizarro | 0:6 |

| Amonestado | 44' | Scarleth Flores |

| Árbitra             | Adriana Farfán   |
| Árbitras asistentes | Liliana Bejarano |
| Árbitras asistentes | Inés Choque      |
| Cuarta árbitra      | María Carvajal   |

| 12         | Guardameta     | Maryory Sánchez  |     |
| 14         | Defensa        | Scarleth Flores  |     |
| 4          | Defensa        | Braelynn Llamoca |     |
| 3          | Defensa        | Grace Cagnina    |     |
| 16         | Defensa        | Liliana Neyra    | 35' |
| 10         | Centrocampista | Sandra Arévalo   | 46' |
| 6          | Centrocampista | Claudia Cagnina  |     |
| 11         | Centrocampista | Xioczana Canales | 60' |
| 8          | Centrocampista | Ariana Muñoz     | 46' |
| 19         | Centrocampista | Nahomi Martínez  |     |
| 18         | Delantero      | Pierina Núñez    |     |
| Entrenador | Entrenador     | Conrad Flores    |     |

| 1          | Guardameta     | Josefina Villanueva | 85' |
| 14         | Defensa        | Pilar González      |     |
| 16         | Defensa        | Lorena González     |     |
| 22         | Defensa        | Sofía Ramondegui    | 85' |
| 2          | Defensa        | Stephanie Lacoste   | 77' |
| 8          | Centrocampista | Ximena Velazco      |     |
| 11         | Centrocampista | Esperanza Pizarro   |     |
| 5          | Centrocampista | Karol Bermúdez      | 77' |
| 9          | Centrocampista | Pamela González     |     |
| 21         | Centrocampista | Belén Aquino        | 77' |
| 19         | Delantero      | Wendy Carballo      |     |
| Entrenador | Entrenador     | Ariel Longo         |     |

| 13 | Defensa        | Yoselin Miranda   | 35' |
| 15 | Centrocampista | Emily Flores      | 46' |
| 22 | Centrocampista | Cindy Novoa       | 46' |
| 9  | Delantero      | Alexandra Kimball | 60' |

| 10 | Delantero      | Carolina Birizamberri | 77' |
| 23 | Centrocampista | Zulma Daer            | 77' |
| 15 | Centrocampista | Rocío Martínez        | 77' |
| 3  | Defensa        | Daiana Farías         | 85' |
| 12 | Guardameta     | Vanina Sburlati       | 85' |

| Anotado | 51' | Pamela González   | 0:1 |
| Anotado | 58' | Belén Aquino      | 0:2 |
| Anotado | 61' | Esperanza Pizarro | 0:3 |
| Anotado | 66' | Ximena Velazco    | 0:4 |
| Anotado | 76' | Pamela González   | 0:5 |
| Anotado | 89' | Esperanza Pizarro | 0:6 |

| Amonestado | 44' | Scarleth Flores |

| Árbitra             | Adriana Farfán   |
| Árbitras asistentes | Liliana Bejarano |
| Árbitras asistentes | Inés Choque      |
| Cuarta árbitra      | María Carvajal   |

| Estadísticas      | Bandera de Perú | Bandera de Uruguay |
| Tiros             | 18              | 24                 |
| Tiros a puerta    | 3               | 10                 |
| Faltas            | 15              | 15                 |
| Saques de esquina | 8               | 5                  |
| Penaltis          | 0               | 0                  |
| Fueras de juego   | 1               | 1                  |
| Posesión de balón | 55%             | 45%                |